# Велика птица
„Велика птица” (енгл. Big Bird) је криптид који наводно живи у дивљини САДа. По неким особинама овај криптид је сличан громовитој птици.

## Други називи
Диљем САДа постоје и други називи за „велику птицу”, као што су:
- „дивовска сова” (енгл. Giant Owl)[1],
- пијаса (енгл. Piasa)[1],
- и џајастикутус (енгл. Giasticutus) (са подручја Озакс планина)[1].

## Опис „велике птице”
Описује се као биће налик на велику птицу грабљивицу прекривеног са тамносивим/смеђим перјем. Има танак и кратак врат који није прекривен перјем, издужени закривљени кљун, велике црне очи које ноћу свијетле црвеном бојом, и мале кратке ноге са оштрим канџама. Висока је око 0,91 до 2,84 метра. Распон крила овог бића је око 2,84 до 9,14 метара, са бјелим врховима крила. Дужина отисака стопала овог бића је 30 центиметара, а ширина 7 центиметара. Ноћна је животиња и храни се живим животињама. Зна нападати људе и отимати малу дјецу. Гнијезди се на клисурама.

#### У креационизму
Према ријечима креациониста „велика птица” је један од доказа постојања живи диносауруса. Они га описују као биће налик на птеросауруса. Висок је 1,5 метра. Има кожната крила распона око 9 метара налик крилима код шишмиша, тамносиву кожу без длака, танак и кратак врат, велике црне очи које свијетле црвеном бојом, кратки кљун са ситним зубима, и мале кратке ноге.

## Хронологија сусрета са овим бићем и виђења
- У јесен 1868. године у округу Типа (Мисисипи) велика птица грабљивица слична орлу је наводно напала осмогодишњег дјечака. Птица га је покушала убити тако што га је подигла са земље и бацила на тло[1];
- У јануару 1895. године у близини мјеста Бергу (Западна Вирџинија) велика птица грабљивица слична орлу, која је наводно виђена на овом подручју, је наводно крива за нестанак десетогодишње дјевојчице[1];
- 26. априла 1948. године у близини града Сент Луиса је наводно виђена птица грабљивица величине авиона „Пајпер Ј-3 Каб” (енгл. Piper J-3 Cub)[1];
- 27. фебруара 1954. године у близини града Хилсбора (Орегон) је наводно виђено неколико великих птица грабљивица како круже на великој висини;
- У јулу 1968. године у близини мјеста Кенивил (Илиноис) је наводно виђена велика црна птица грабљивица слична орлу. Свједок овог догађаја је описао да је имала врат и главу без перја[1];
- 1976. године се десило неколико виђење овог бића:
  - 1. јануара 1976. године у близини града Харлинџена (Тексас) је наводно виђена велика птица грабљивица. Ова птица је наводно слетјела на око 90 метара од двојице дјечака на оближњу њиву. Према њиховом опису била је висока око 1,5 метра. Имала је црно перје, тамноцрвене очи и 15 центиметара дуг дебели кљун[1];
  - 7. јануара 1976. године у близини града Браунсвила (Тексас) је наводно виђена велика птица грабљивица. Свједок овог догађаја је описао да је била је висока око 1,2 метра. Имала је црно перје и дуг кљун[1];
  - 24. фебруара 1976. године у близини града Сан Антонија (Тексас) је наводно виђено биће налик на птеросауруса рода Птеранодон (лат. Pteranodon). Распон крила овог бића је био између 4,5 и 6 метара[1];
- 14. септембра 1982. године у близини града Лос Фрезноса (Тексас) је наводно виђено биће налик на птеросауруса. Распон крила овог бића је био између 1,52 и 1,82 метара[1]. Ово биће је наводно напало једног човјека.

## Могуће објашњење овог криптида
Постоји неколико могући објашњења за овог криптида. Што се тиче виђења „велике птице” могућа објашњења су:
- амерички суп (лат. Cathartes aura) - врста птице грабљивице која настањује Сјеверну Америку[1],
- амерички црни суп (лат. Coragyps atratus) - врста птице грабљивице која настањује Сјеверну Америку[1],
- калифорниски кондор (лат. Gymnogyps californianus) - врста птице грабљивице која настањује Сјеверну Америку[1] (која је највећа врста птице са подручја Сјеверне Америке),
- канадски сури орао (лат. Aquila chrysaetos canadensis) - подврста сурог орла која настањује Сјеверну Америку[1],
- обични црни сокол (лат. Buteogallus anthracinus) - врста птице грабљивице која настањује Сјеверну Америку[1],
- аудубонова каракара (лат. Caracara cheriway) - врста птице грабљивице која настањује јужне дјелове САДа[1],
- велика плава чапља (лат. Ardea herodias) - врста птице мочварице која настањује Сјеверну Америку[1],
- канадски ждрал - врста птице мочварице која настањује Сјеверну Америку[1],
- амерички ждрал - врста прице мочварице која настањује Сјеверну Америку[1],
- и амерички бјели пеликан (лат. Pelecanus erythrorhynchos) - врста птице која настањује Сјеверну Америку[1].

- амерички суп
- амерички суп у лету
- амерички црни суп
- амерички црни суп у лету
- калифорниски кондор
- калифорниски кондор у лету
- канадски сури орао
- канадски сури орао у лету
- обични црни сокол
- обични црни сокол у лету
- аудубонова каракара
- аудубонова каракара у лету
- велика плава чапља
- велика плава чапља у лету
- канадски ждрал
- канадски ждрал у лету
- амерички ждрал
- амерички ждрал у лету
- амерички бјели пеликан
- амерички бјели пеликан у лету